# Matheus Ferraz
Matheus Ferraz (São José do Rio Pardo, São Paulo, Brasil, 12 de febrero de 1985) es un futbolista brasileño. Juega de defensa y su equipo actual es el Fluminense del Campeonato Brasileño de Serie A.

## Clubes
| Club                    | País   | Año       |
| ----------------------- | ------ | --------- |
| Santos                  | Brasil | 2005-2006 |
| América de Rio Preto    | Brasil | 2007      |
| Remo                    | Brasil | 2007      |
| Brasiliense             | Brasil | 2008      |
| Noroeste                | Brasil | 2009      |
| São Caetano             | Brasil | 2010      |
| Noroeste                | Brasil | 2011      |
| Mirassol                | Brasil | 2011-2012 |
| Criciúma                | Brasil | 2012-2014 |
| AEL Limassol (préstamo) | Chipre | 2013      |
| FC Tokyo (préstamo)     | Japón  | 2014      |
| Vitória-SP              | Brasil | 2014      |
| Boa Esporte             | Brasil | 2014-2015 |
| Sport Recife            | Brasil | 2015-2017 |
| Goiás (préstamo)        | Brasil | 2017      |
| América Mineiro         | Brasil | 2018      |
| Fluminense              | Brasil | 2019-Act. |

## Palmarés

### Campeonatos internacionales
| Título            | Equipo           | País   | Año  |
| ----------------- | ---------------- | ------ | ---- |
| Copa Libertadores | Fluminense F. C. | Brasil | 2023 |